# Victor II
 (avril 2008).
Si vous disposez d'ouvrages ou d'articles de référence ou si vous connaissez des sites web de qualité traitant du thème abordé ici, merci de compléter l'article en donnant les références utiles à sa vérifiabilité et en les liant à la section « Notes et références ».
Pour les articles homonymes, voir Victor.
Victor II, né Gebhard von Calw-Dollnstein-Hirschberg vers 1018 et mort le 28 juillet 1057, est un prélat allemand, 153e pape de l'Église catholique de 1055 à 1057.

## Jeunesse
Victor II est né vers 1018 en Souabe sous le nom de famille Gebhard. C'est le fils du comte Hartwig de Calw et de la comtesse Baliza. Il devient le comte de Dollnstein, de Tollenstein et d'Hirschberg.

## Évêque
C'est sur l'insistance de son oncle Gebhard III de Ratisbonne, évêque de Ratisbonne, que Victor II fut présenté, le jour de Noël 1042, à l'empereur du Saint-Empire Henri III pour être évêque d'Eichstätt. L'empereur a d'abord hésité parce que Gebhard avait seulement 24 ans. Mais sur le conseil d'une délégation romaine dont faisaient partie l'archevêque âgé Bardo de Mayence et Hildebrand (futur pape Grégoire VII), il a finalement consenti à son investiture. Gebhard s'est avéré être un bon évêque et un homme d'État prudent.
En cette position, il a soutenu les intérêts d'Henri III. Il est d'ailleurs devenu par la suite l'un de ses conseillers les plus influents.

## Pontificat

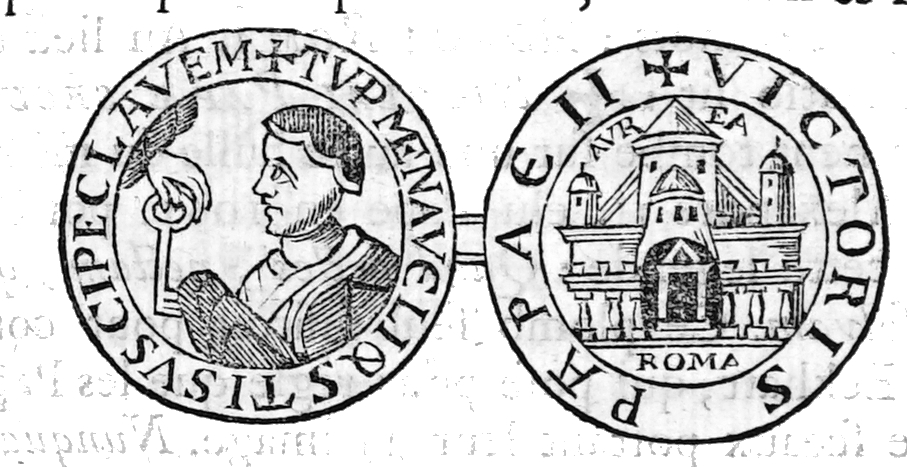
Son sceau de pape, publié dans Nouveau traité de diplomatique... en 1759 par René Prosper Tassin, bibliothèque Carnegie (Reims).

C'est à l'âge de 37 ans, le 13 avril 1055, qu'il fut élu pape, prenant le nom de Victor II. Dès le début de son pontificat, Victor II se montra un partisan dévoué de la politique impériale. Il se trouvait à Rome depuis la fin de 1055, quand, dès l'automne 1056, il retourna en Allemagne pour demander la protection de l'empereur Henri III du Saint-Empire romain germanique, contre les Normands, qu'il présenta comme de « nouveaux Sarrasins ». Il parvint à réconcilier Henri III avec Godefroid II de Basse-Lotharingie, duc de Basse et Haute Lotharingie, comte de Verdun, plusieurs fois rebelle à l'Empereur. 
Après avoir présidé aux obsèques impériales le 28 octobre, Victor II fut, le 5 novembre suivant, le principal artisan de la mise en place de la régence d'Henri IV, Roi des Romains et fils de l'empereur Henri III, régence exercée par Agnès de Poitiers, veuve de l'empereur Henri III.    
L'importance du rôle qu'il continua à tenir dans d'autres affaires politiques de la région, a pu faire dire de Victor II qu'il fut davantage chancelier du Saint-Empire romain germanique que chef de l'Église catholique romaine.[réf. nécessaire]
Il mourut de la malaria à Arezzo le 28 juillet 1057, après un pontificat de 2 ans, 3 mois et 15 jours. Il a été enterré dans S. Maria Rotonda de Ravenne.
Il fut le dernier pape allemand pendant 950 ans, jusqu'à l'élection de Benoît XVI en 2005.